# Tomáš Plevko
Tomáš Plevko (21 de junio de 1991) es un deportista checo que compitió en natación. Ganó dos medallas en el Campeonato Europeo de Natación en Piscina Corta, plata en 2013 y bronce en 2012.

## Palmarés internacional
| Campeonato Europeo en Piscina Corta | Campeonato Europeo en Piscina Corta | Campeonato Europeo en Piscina Corta | Campeonato Europeo en Piscina Corta |
| Año                                 | Lugar                               | Medalla                             | Prueba                              |
| ----------------------------------- | ----------------------------------- | ----------------------------------- | ----------------------------------- |
| 2012                                | Chartres (Francia)                  | Medalla de bronce                   | 4 × 50 m estilos                    |
| 2013                                | Herning (Dinamarca)                 | Medalla de plata                    | 4 × 50 m estilos mixto              |